# Epipactis gigantea
Epipactis gigantea Douglas ex Hook. 1839 es una especie de orquídeas terrestres, del género Epipactis. Se distribuyen en las zonas templadas y subtropicales del oeste de Norteamérica y el norte de México.

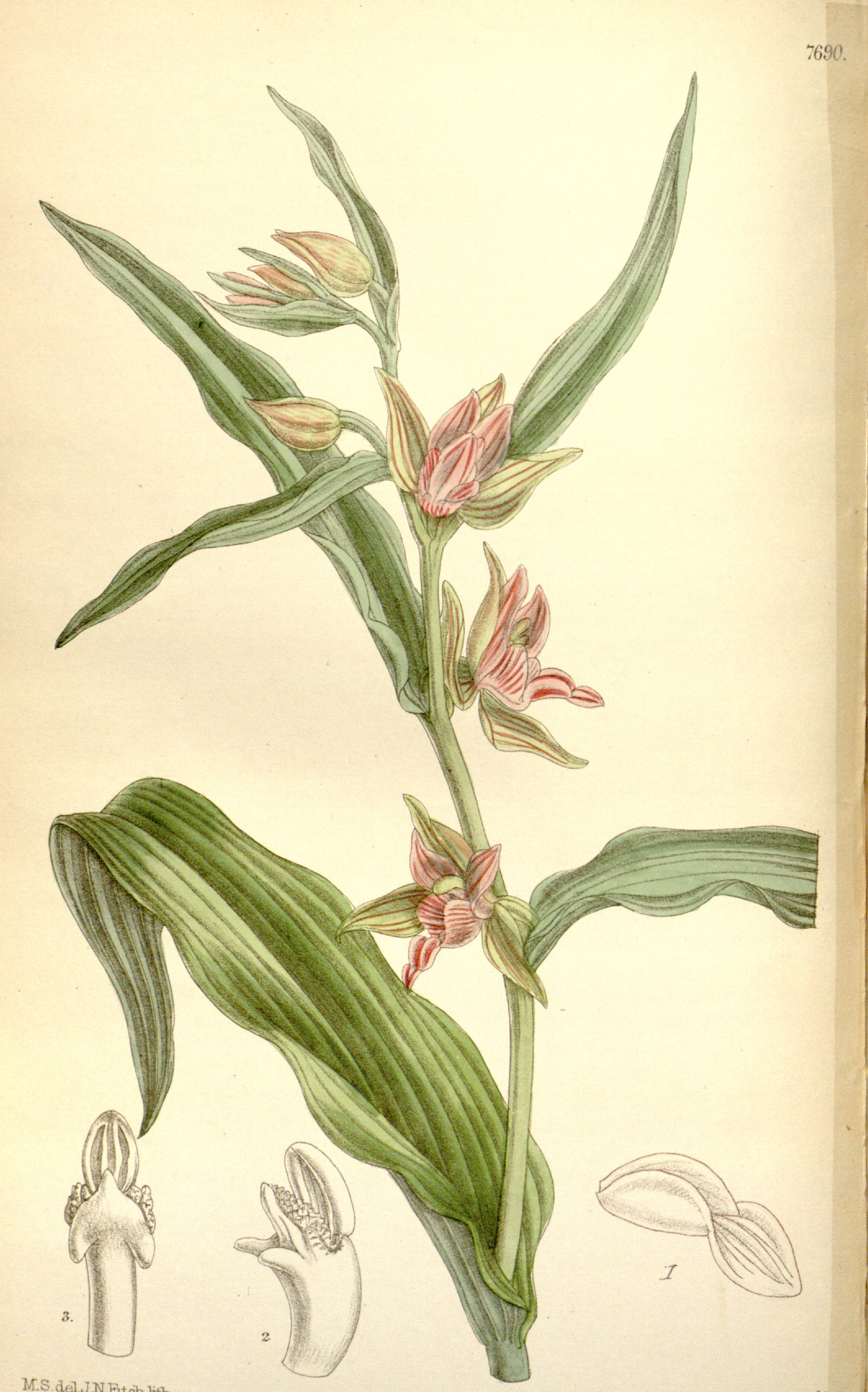
Ilustración

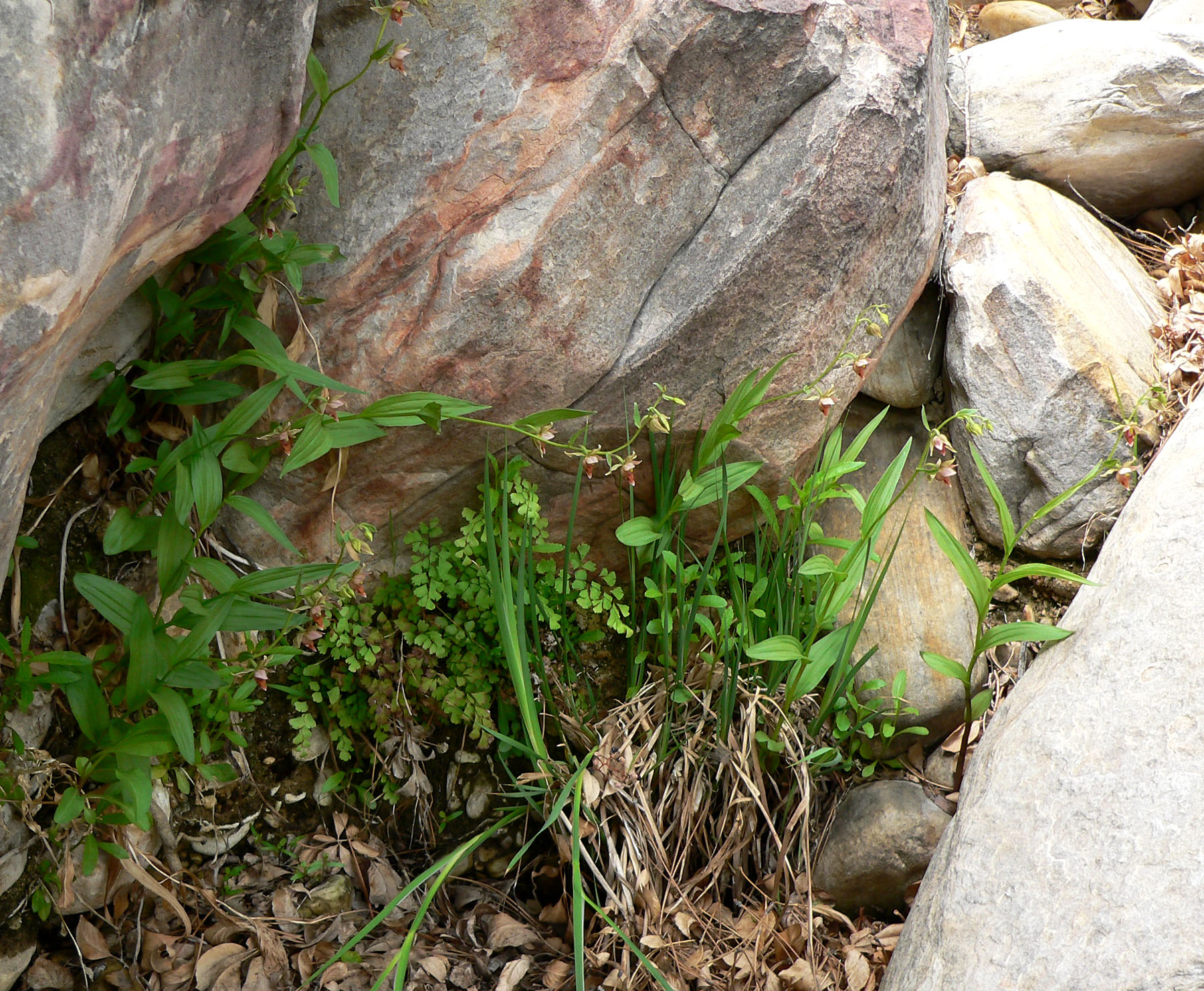
En su hábitat

## Descripción
Epipactis gigantea tiene una dependencia muy fuerte en su simbiosis con su madeja de hifas. Sus rizomas carnosos y rastreros, desarrollan renuevos, por lo que en la próxima primavera emerge un tallo que alcanza hasta 1m de longitud. Presentan de 4 a 12 hojas ovoideas lanceoladas, alternas, sus márgenes son enteros, el extremo picudo.

La inflorescencia en racimo consta de pocas a varias flores de larga duración, simétricas bilaterales con un atrayente colorido. Brácteas lanceoladas, raquis cubierto de pelusa, los 3 sépalos y los 2 pétalos laterales son ovoides y acuminados. Su color puede variar de tonos verdosos con naranjas o amarillentos .

El labelo está dividido por un hipoquilo con forma de bola, con la superficie externa de un verde blanquecino y surcado con venas oscuras. El epiquilo de un blanco nieve es ondulado con forma de abanico.

El ovario es infero. Produce una cápsula seca con incontables semillas diminutas.

## Hábitat
La única especie originaria de América es la heleborina gigante o Epipactis gigantea. Es una especie que se encuentra en el Oeste americano, en el Sur de Canadá y en el Norte de México. Son plantas resistentes a la humedad y se pueden desarrollar en lugares muy húmedos, incluso a lo largo de arroyos, en alturas de 150 a 500 m s. n. m. .

## Taxonomía
Epipactis gigantea fue descrita por Douglas ex Hook. y publicado en Flora Boreali-Americana 2: 202, pl. 202. 1839.
Etimología
Ver: Epipactis
gigantea: epíteto latino que significa "gigante", debido al gran tamaño de la planta que alcanza y sobrepasa 1m de altura.
Sinonimia
- Amesia gigantea (Douglas ex Hook.) A.Nelson & J.F.Macbr. 1913
- Amesia royleana (Lindl.) Hu 1925
- Cephalanthera royleana Regel 1879
- Epipactis americana Lindl. 1840
- Epipactis royleana Lindl. 1839
- Helleborine gigantea Druce 1909
- Helleborine royleana (Lindl.) Soó 1927
- Limodorum giganteum Kuntze 1891
- Limodorum royleanum (Lindl.) Kuntze 1839
- Peramium giganteum Coult. 1894
- Serapias gigantea A.A.Eaton 1908.[2][3]

## Nombres comunes
- Castellano: heleborina gigante, heleborina de los arroyos